# Вулиця Отаманів Соколовських (Житомир)
Ву́лиця Отама́нів Соколо́вських — вулиця в мікрорайоні «ЗІЛ» (історична місцевість — Стара Крошня) Богунського району м. Житомира. Пролягає від проспекту Незалежності до вулиці Народицької.

## Походження назви
2016 року в рамках декомунізації розпорядженням міського голови вулиця Генерала Потапова була перейменована та отримала нову назву на честь родини Соколовських із села Горбулів Черняховського району: братів Олекси, Дмитра, Василя та їх сестри Олександри.

## Початкова назва
До 1992 року будинки належали до вулиці Ватутіна. 1992 року частина вулиці отримала назву на честь генерал-майора танкових військ Потапова Михайла Івановича, командувача 5-ю армією Південно-Західного фронту, війська якої захищали Житомирщину у перші місяці німецько-радянської війни в 1941 році.
Пропозиція щодо надання новій вулиці імені генерала Потапова була подана комісією з топоніміки та містобудівною радою; затверджена рішенням виконавчого комітету Житомирської міської ради № 250 від 13 червня 1991 року «Про найменування нових вулиць, площ, бульварів, проїздів, набережних, провулків, які запроектовані і забудовуватимуться в мікрорайонах…».

## Установи
- № 1 — супермаркет «ЕКО-маркет»[6], дитячий супермаркет «Мішутка», аптека, банкомати
- № 5 — спортивно-розважальний комплекс «Плаза»[7]
- № 5а — кафе
- № 6 — Богунська районна котельня № 11 КП ЖТКЕ[8]
- № 3, 7, 9/11 — житлові будинки
- також на парному боці вулиці знаходиться комплекс споруд ДП «Молочний завод» ТОВ «Молочна фабрика "Рейнфорд"»

Відповідно до Генерального плану міста, затвердженого рішенням сесії міської ради № 266 від 26 грудня 2001 року, вулиця знаходиться на території міста, яка за функціональним призначенням належить до багатоповерхової житлової забудови.
На липень 2011 року пам'ятки містобудування та архітектури національного та місцевого значення на вулиці не зареєстровані.